# Małgorzata Stręciwilk
Małgorzata Stręciwilk – polska urzędniczka państwowa, w latach 2016–2018 prezes Urzędu Zamówień Publicznych.

## Życiorys
Absolwentka Wydziału Prawa i Administracji Uniwersytetu Marii Curie Skłodowskiej w Lublinie. Swoją karierę zawodową powiązała z jednostkami zajmującymi się zamówieniami publicznymi, pełniła funkcję dyrektora wydziału odwołań w Urzędzie Zamówień Publicznych (m.in. Dyrektor Departamentu Odwołań), a później członka mającej analogiczne kompetencje Krajowej Izby Odwoławczej (w której była również rzecznikiem prasowym). W 2014 pomimo wygrania konkursu na stanowisko Prezesa Urzędu Zamówień Publicznych nie została powołana na to stanowisko. Wygrała kolejny konkurs na stanowisko rozpisany w 2015 i 8 lutego 2016 powołana na stanowisko prezesa Urzędu Zamówień Publicznych. We wrześniu 2018 została odwołana z tej funkcji. 
Jest nieetatową pracowniczką naukową Uniwersytetu Jagiellońskiego i Uniwersytetu Łódzkiego, a także prowadzi wykłady w ramach studiów podyplomowych z prawa zamówień publicznych na Uniwersytecie Warmińsko-Mazurskim. Jest autorką książki Prawo zamówień publicznych. Orzecznictwo (Wolters Kluwer, 2008), a także serii naukowej Zamówienia publiczne w orzecznictwie. Zeszyty orzecznicze.
Odnotowana w rankingu „50 najbardziej wpływowych prawników” Dziennika Gazety Prawnej w 2016 (35. miejsce).